# Chisseaux
Chisseaux är en kommun i departementet Indre-et-Loire i regionen Centre-Val de Loire i de centrala delarna av Frankrike. Kommunen ligger i kantonen Bléré som tillhör arrondissementet Tours. År 2022 hade Chisseaux 590 invånare.

## Befolkningsutveckling
Antalet invånare i kommunen Chisseaux
Referens:INSEE